# Липецкий областной комитет КПСС
Липецкий областной комитет КПСС —  высший орган регионального управления структур КПСС на территории Липецкой области. Существовал с марта 1954 по ноябрь 1991 года. До марта 1990 года являлся ведущим политическим органом управления областью. Располагался в областном центре — городе Липецке. 

## Структура и формирование
Высшим руководящим партийным органом на территории области являлась областная партийная конференция, проводимая раз в несколько лет. Конференция избирала областной партийный комитет (обком), который на своих пленумах избирал членов бюро и первого секретаря обкома КПСС. 
Для своей организационной деятельности и курирования отдельных отраслей народного хозяйства и общественной жизни области в структуре обкома существовали секретариат и различные отделы (идеологический, промышленности, сельского хозяйства, организационно-партийной работы и другие). Подчинёнными обкому структурами на местах являлись городские и районные комитеты КПСС (горкомы и райкомы), число которых соответствовало административно-территориальному делению Липецкой области.  

## История
6 января 1954 года был принят Указ Президиума Верховного Совета СССР об образовании в РСФСР Липецкой области с центром в городе Липецке. В состав области вошли ряд районов соседних Воронежской, Орловской, Курской и Рязанской областей.
19-20 марта 1954 в Липецке прошла I областная партийная конференция, избравшая обком КПСС. На своём первом пленуме обком избрал бюро в составе 9 человек и первого секретаря, которым стал К. П. Жуков, до этого руководивший Воронежским обкомом партии.  
После ноябрьского (1962 года) Пленума ЦК КПСС была произведена перестройка партийных органов по производственному принципу. 3 января 1963 года состоялась первая конференция промышленного обкома КПСС, а 5 января 1963 — первая конференция сельского обкома КПСС. Ноябрьский (1964 г.) Пленум ЦК КПСС отменил решение о разделении региональных партийных органов. 24 декабря 1964 на состоявшейся областной партийной конференции был избран единый Липецкий областной комитет КПСС. 
После отмены в марте 1990 года 6-й статьи Конституции СССР о руководящей роли КПСС в обществе политическое влияние компартии в стране начало неуклонно снижаться. Главенствующую руководящую роль заняли Съезд народных депутатов СССР и Верховный Совет СССР. Подобные процессы были характерны и для регионов страны, где на первый план вышли местные Советы. В Липецкой области председателем областного Совета стал первый секретарь обкома В. В. Донских.       
В 1990 году Липецкий областной комитет перешёл в структуру КП РСФСР (в составе КПСС).
23 августа 1991 года деятельность КП РСФСР (КПСС) приостановлена, а 6 ноября того же года запрещена.

## Первые секретари Липецкого обкома КПСС
- 6.01.1954 — 21.11.1960 — Константин Павлович Жуков
- 21.11.1960 — 18.10.1962 — Сергей Тимофеевич Пузиков
- 18.10.1962 — 3.01.1963 — Михаил Сергеевич Черкасов — исполняющий обязанности
  - 3.01.1963 — 24.12.1964 — Михаил Сергеевич Черкасов (промышленный обком)
  - 5.01.1963 — 24.12.1964 — Григорий Петрович Павлов (сельский обком)
- 24.12.1964 — 14.01.1984 — Григорий Петрович Павлов
- 14.01.1984 — 23.09.1989 — Юрий Алексеевич Манаенков
- 23.09.1989 — 14.08.1991 — Виктор Васильевич Донских
- 14.08.1991 — 23.08.1991 — Владимир Фёдорович Топорков